# Позов Дмитро Темурович
Позов Дмитро Темурович (11 червня 1985, Старий Оскіл, Бєлгородська область, Росія) — російський комік, ведучий та блогер. Актор шоу «Імпровізатори».

## Ранні роки
Народився 11 червня 1985 року у Старому Осколі у багатодітній сім'ї. В дитинстві полюбляв ходити на заняття з карате через своє бажання отримати чорний пояс, але в реальності він дійшов лише до синього.

## Освіта
Навчався у художньо-естетичній гімназії Nº2 (нині — гімназія Nº18) в Старому Осколі, яку закінчив із золотою медаллю.
В 2003 році вступив до Воронезького державного медичного університету на спеціальність стоматолога.

## Кар'єра
Почав захоплюватися КВК ще в школі. Був капітаном  місцевої команди, яка входила до складу Другої ліги Старого Осколу.
Навчаючись у Воронезькому медичному університеті, зі своєю командою брав участь у студентській лізі КВК та вийшов з нею до Центральної ліги КВК «Старт». Пізніше став автором для ще однієї команди, з якою його команда об'єдналася та грала у Першій лізі КВК під назвою «Москва-Спартак».
В 2010 році разом зі своїм колегою по шоу «Імпровізатори» Антоном Шастуном брав участь в Українській лізі КВК у складі команди «Намистини на шиї».
Після припинення участі у КВК, отримав пропозицію від Стаса Шемінова виступати в клубі, де він працював арт-директором.
В 2012 році став повноцінним учасником імпровізаційного шоу «Спірне питання», яке на той момент у Воронежі набирало обертів.
З 2016 по 2022 роки — один із учасників шоу «Імпровізація» на телеканалі «ТНТ».
У 2016 році гуморист став розвивати YouTube-канал Pozov Rec, який згодом змінить назву на «Поз і Кос» на честь самого себе та свого колеги по цеху Романа Косіцина. Нині канал називається як «Майданчик» (рос. «Площадка»), де часто піднімається тема світового футболу.
З 2020 по 2022 роки був членом жюрі проєкту «Імпровізація. Команди» на телеканалі «ТНТ».
З 2021 року є одним із учасників шоу «Гучне питання», яке виходить на каналах «Імпроком» на YouTube та ВК Відео. Паралельно з Антоном Шастуном веде шоу «Неігри».
В 2022 році був ведучим спортивного YouTube-шоу «Сімейне дербі».
2023—2024 роки — один з учасників шоу «Імпровізатори» на телеканалі СТС.

## Особисте життя
Дружина — Катерина Позова (Добрачова) (2010—2025)
Діти: Савіна (2015 р.н.) та Теодор (2019 р.н.)